# 額井岳
額井岳（ぬかいだけ）は、奈良県宇陀市と奈良市の境に位置する山である。標高812.3m。別名は大和富士。関西百名山の一つである。
南東山麓に奈良時代の歌人・山部赤人の墓がある。